# Tettigonia mellatula
Tettigonia mellatula är en insektsart som beskrevs av Gustav Breddin 1901. Tettigonia mellatula ingår i släktet Tettigonia och familjen dvärgstritar. Inga underarter finns listade i Catalogue of Life.